# 오문전향의 마음
오문전향의 마음(五門轉向心, 팔리어: pañcadvārāvajjanacitta, pañca-dvārāvajjana, 영어: five-sense-door adverting consciousness, five-door directing consciousness)은 특히 상좌부의 교학과 아비담마에서 사용하는 용어로, 감각기관(5근)이 감각적 대상(5경)과 만났을 때 일어나는 인식과정에서, 대상과 만난 후의 바로 다음 첫 단계에서 일어나는 마음으로, 이후의 마음의 흐름이 그 감각적 대상을 향해 흐르도록 하는 역할을 하는 마음이다.
달리 말해, 5문(五門) 즉 감각적 대상이 들어오는 다섯 가지 문 즉 안근(눈) · 이근(귀) · 비근(코) · 설근(혀) · 신근(몸)의 5근과 접촉한 대상에 대해 이후의 인식작용이 그 대상으로 향하도록 전향시키는 역할을 하는 마음이다. 예를 들어, 색경에 속한 어떤 사물, 즉, 색깔(예를 들어, 파랑) 또는 모양(예를 들어, 삼각형)과 안근(눈)이 접촉한 경우, 오문전향의 마음은 안식(시각적 지각) · 이식(청각적 지각) · 비식(후각적 지각) · 설식(미각적 지각) · 신식(촉각적 지각)의 전5식(前五識) 중 안식이 그 대상으로 향하게 한다. 말하자면, 우리가 감각적 대상을 만날 때, 즉, 5근이 감각적 대상과 접촉할 때 '정신 근육(의근)'이 그 대상에 적합한 '감각 지각(전5식)'으로 하여금 그 대상을 인식하도록 유도하는 것이다.
아비담마에 따르면, 오문전향의 마음은 의근(意根, 팔리어: mano, 마노) 즉 '18계 중 의계(mind element)'에 속한 유형의 마음이다. 의근은, 18계(十八界)에서의 분류상, 마음인 6식에 속하는 것이 아니라 감각기관 또는 인식기관인 6근에 속하는 것이지만, 다른 한편으로는 7심계(七心界)에 속한다. 즉, 의근은 6근 중 나머지 5근이 신체적 기관인 것과는 달리 정신적 기관이기 때문에, 크게 보아 마음(心, citta)에 속한다. 따라서, 인식과정의 특정 단계에서 마음(7심계, 보다 정확히는 의근)이 오문전향(五門轉向)의 역할을 할 때 그 마음을 오문전향의 마음이라 이름 붙인 것이라고 할 수 있다.
오문전향의 마음은 다음의 분류 또는 체계에 속한다.
- 욕계 · 색계 · 무색계 · 출세간에 속한 89 또는 121가지 마음
  - 욕계 마음 54가지
    - 욕계의 해로운 마음  12가지
    - 욕계의 원인 없는 마음 18가지
      - 해로운 과보의 마음 7가지
      - 원인 없는 유익한 과보의 마음  8가지
      - 원인 없는 작용만 하는 마음 3가지
        - 평온이 함께한 오문전향의 마음
        - 평온이 함께한 의문전향의 마음
        - 기쁨이 함께한 미소 짓는 마음

    - 욕계의 아름다운 마음 24가지

## 인식과정과 오문전향의 마음
감각적 대상의 인식과정, 즉, 전5식의 대상 즉 색경 · 성경 · 미경 · 향경 · 촉경이 해당하는 근 즉 안근 · 이근 · 비근 · 설근 · 신근 앞에 나타날 때의 인식과정 중 초기 6단계는 아비담마에 따르면 다음과 같다. 초기 6단계를 통해 그 감각적 대상을 대략적으로 인식하며, 그 감각적 대상을 세부적으로 명확히 인식하기까지에는 이후 여러 단계가 더 진행된다.
1. 색경(색깔과 모양) 즉 '18계 중 색계'에 속한 한 감각적 대상이 눈(안근) 즉 '18계 중 안계' 앞에 나타난다.
2. 오문전향의 마음 즉 의근 즉 '18계 중 의계'가 일어나서 이후의 마음의 흐름, 즉, 이 경우에는 안식의 흐름이 그 감각적 대상으로 흐르게 한다.
3. 안식 즉 '안근의 알음알이' 즉  '눈의 알음알이' 즉 '18계 중 안식계'가 감각적 대상을 본다. 즉, 안식이 자신의 본질인 봄 즉 '보는 작용'을 행한다.
4. 받아들이는 마음 즉 의근 즉 '18계 중 의계'가 일어나서 바로 앞 단계에서 발생한 식의 대상, 즉, 여기서는 안식의 대상, 즉, 감각적 대상을 받아들인다.
5. 조사하는 마음 즉 의식 즉 제6의식 즉 '의근의 알음알이' 즉 '18계 중 의식계'가 일어나서 감각적 대상을 조사한다.
6. 의문전향의 마음 즉 의식 즉 제6의식 즉 '의근의 알음알이' 즉 '18계 중 의식계'가 일어나서 그 감각적 대상이 좋은지 나쁜지 결정한다. 이 때의 의문전향의 마음을 다른 이름으로는 결정하는 마음이라고 한다. 즉, 이 단계에서 그 감각적 대상을 대략적으로 알게 된다. 즉, 대략적인 인식이 발생한다. 이 인식과 더불어 이 단계에서 느낌이 고수 · 낙수 · 불고불락수의 3수 중 하나로 확정된다. 또는, 보다 세밀하게는, 고수 · 낙수 · 희수 · 우수 · 사수의 5수 중 하나로 확정된다. 의문전향의 마음 그 자체는 언제나 사수와 함께하지만 이후의 마음은 확정된 느낌과 함께한다.
7. 이후 그 감각적 대상을 세부적으로 명확히 인식하기까지의 여러 단계가 진행된다.

## 같이 보기
- 의문전향의 마음
- 촉 (불교)
- 작의